# Rouessé-Vassé
Rouessé-Vassé è un comune francese di 814 abitanti situato nel dipartimento della Sarthe nella regione dei Paesi della Loira.
Nel territorio comunale vi sono le sorgenti del fiume Vègre.

## Società

### Evoluzione demografica
Abitanti censiti